# 哈尔科夫第五热力发电厂
哈尔科夫第五热力发电厂（烏克蘭語：Харківська ТЕЦ-5）是位于乌克兰哈爾科夫州波德維爾基村附近的一個热电联产电厂。它是乌克兰第二大热电联产电厂。它具有540兆瓦的發电能力和1,650 兆瓦的热能。它有一個330（1,080英尺）高的烟囱和两个高81（266英尺）的冷卻塔。該電廠建于1979年。2022年9月11日，俄罗斯联邦武装力量朝哈尔科夫第五热力发电厂發射了3M-54巡航导弹。这导致哈尔科夫、第聂伯罗、蘇梅州和波尔塔瓦等地大范围停電。
俄军对哈尔科夫第五热力发电厂的袭击是其2022年末对乌克兰基础设施的大规模袭击的一部分。袭击发生后，乌克兰总统泽连斯基发表了名为“没有你”的演说，谴责俄军暴行。这一演说迅速在乌克兰及世界各地社交网络上广传。